# Manjeri
Manjeri è una suddivisione dell'India, classificata come municipality, di 83.704 abitanti, situata nel distretto di Malappuram, nello stato federato del Kerala. In base al numero di abitanti la città rientra nella classe II (da 50.000 a 99.999 persone).

## Geografia fisica
La città è situata a 11° 7' 0 N e 76° 7' 0 E e ha un'altitudine di 37 m s.l.m..

## Società

### Evoluzione demografica
Al censimento del 2001 la popolazione di Manjeri assommava a 83.704 persone, delle quali 41.383 maschi e 42.321 femmine. I bambini di età inferiore o uguale ai sei anni assommavano a 12.506, dei quali 6.449 maschi e 6.057 femmine. Infine, coloro che erano in grado di saper almeno leggere e scrivere erano 66.690, dei quali 33.561 maschi e 33.129 femmine.

## Infrastrutture e trasporti
La città è servita dall'Aeroporto Internazionale di Calicut.